# Patère (vaisselle)
Pour les articles homonymes, voir Patère.
Ne doit pas être confondu avec patène.

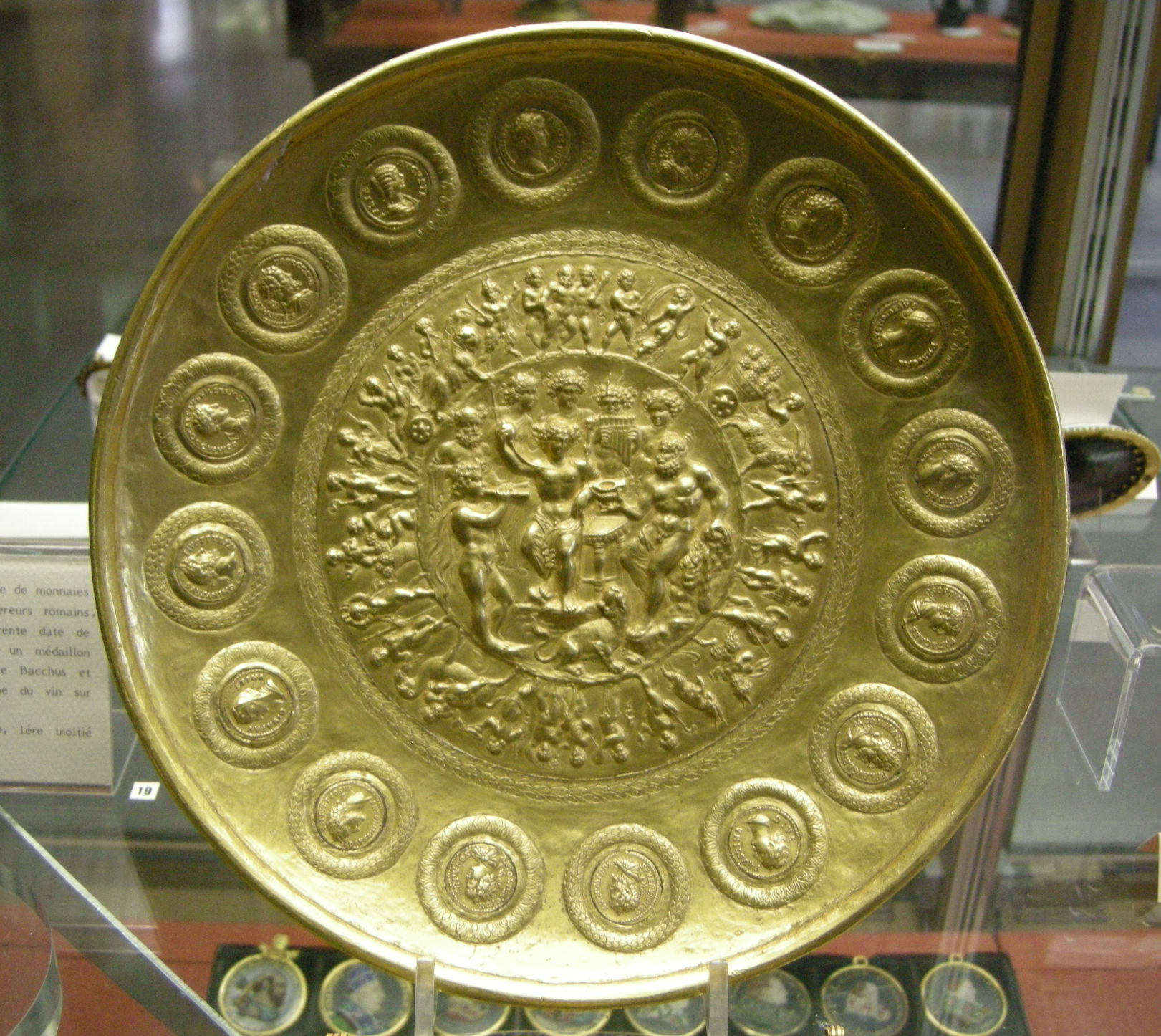
La patère de Rennes, datant du III, exposée au département des Monnaies, médailles et antiques de la Bibliothèque nationale de France à Paris.

La patère est un ustensile sacrificiel, évasé et peu profond, servant au service de l'alcool. C'est, avec la grappe de vigne et le thyrse, l'un des attributs de Bacchus (Dionysos), d'Épona et aussi d'Hadès (Pluton). On offrait une libation aux dieux avec une patère.

## Patères conservées
- Patère de Titulcia (La Tène)
- Patère de Rennes (IIIe siècle)

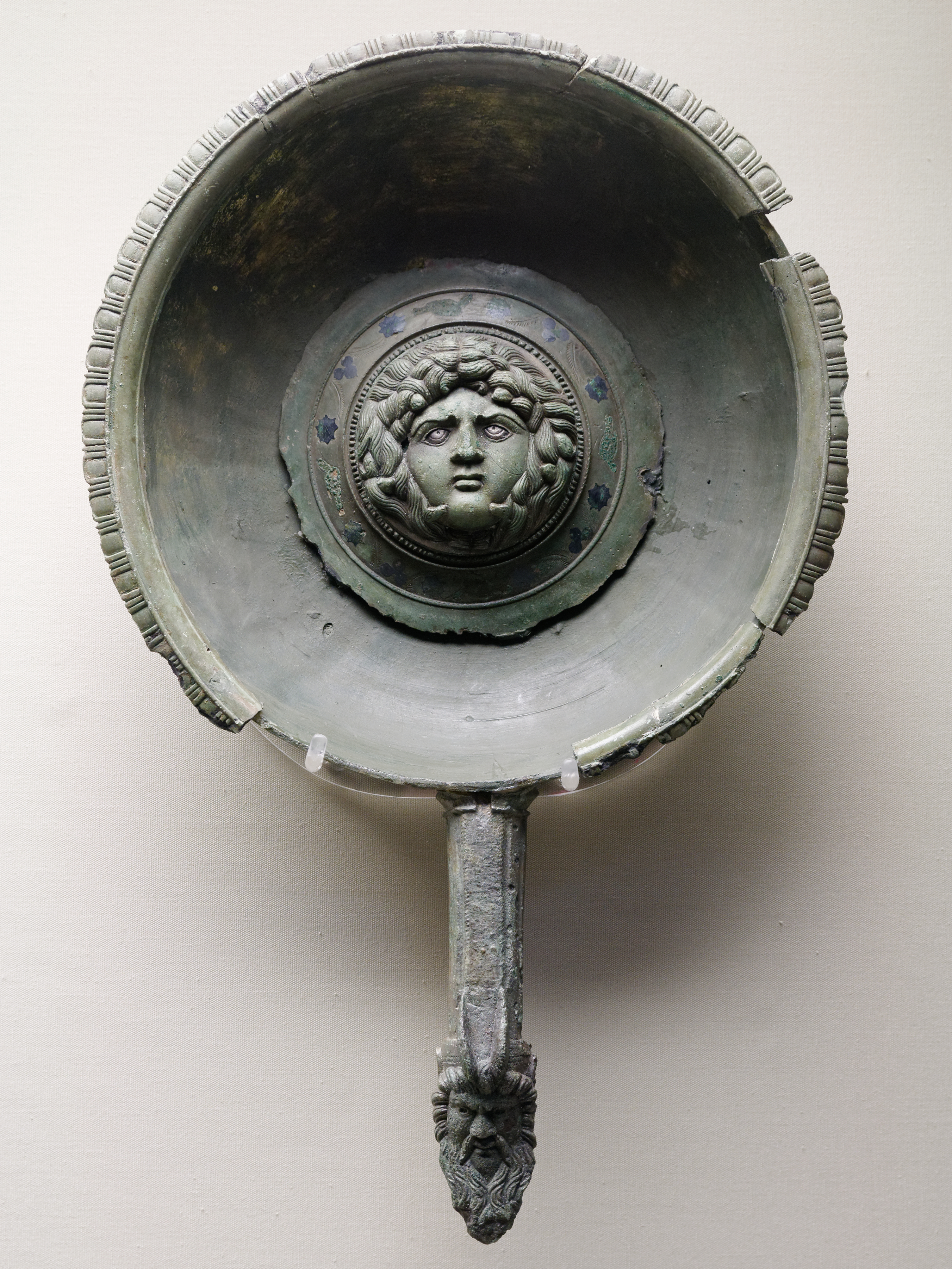
Patère à tête de méduse, alliage de cuivre niellé (Faversham, Angl., Ier s.)
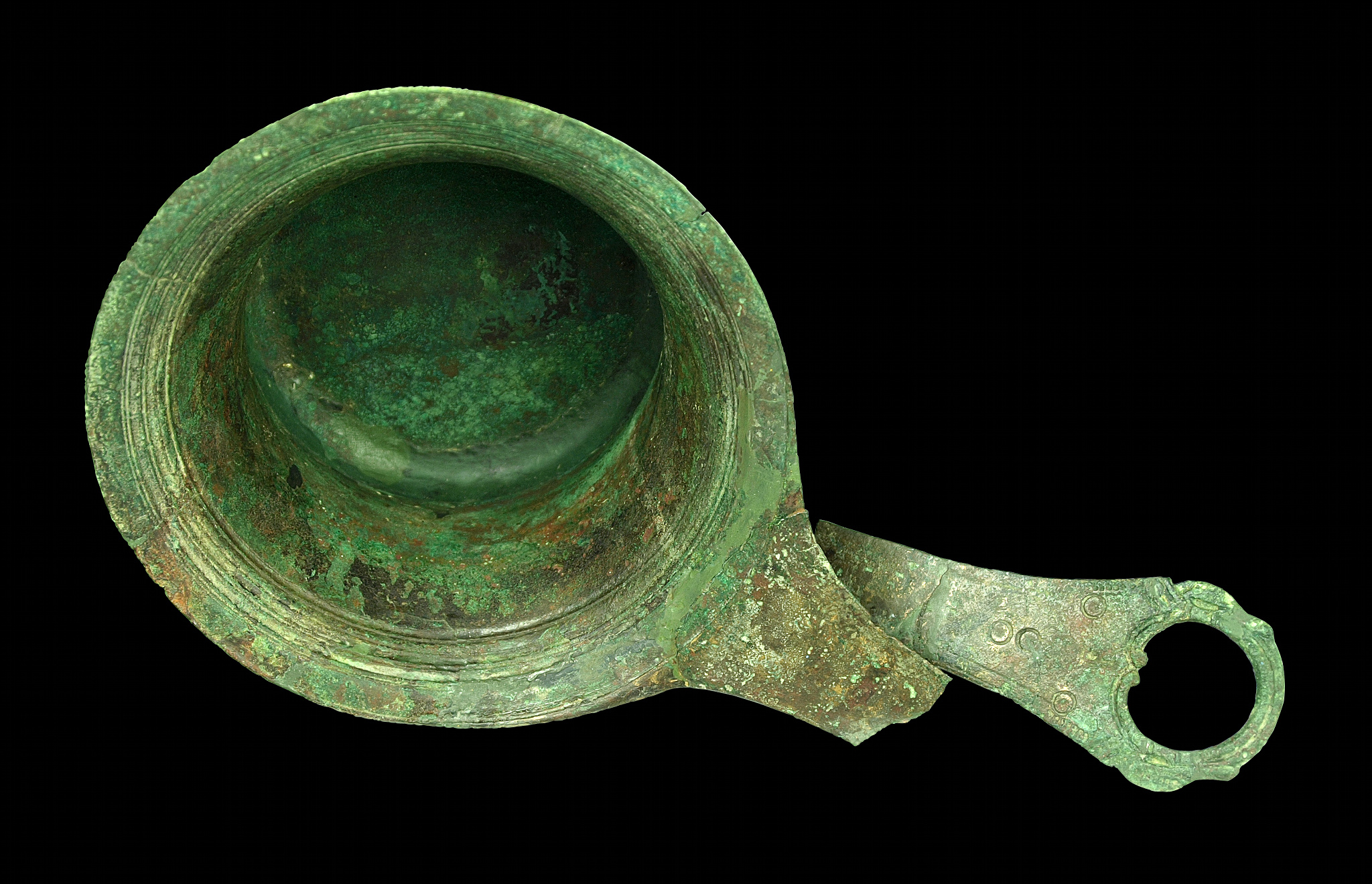
Patère provenant de la tombe du guerrier lombard Putensen (Salzhausen, Basse-Saxe, All., vers 50 apr. J.-C.)
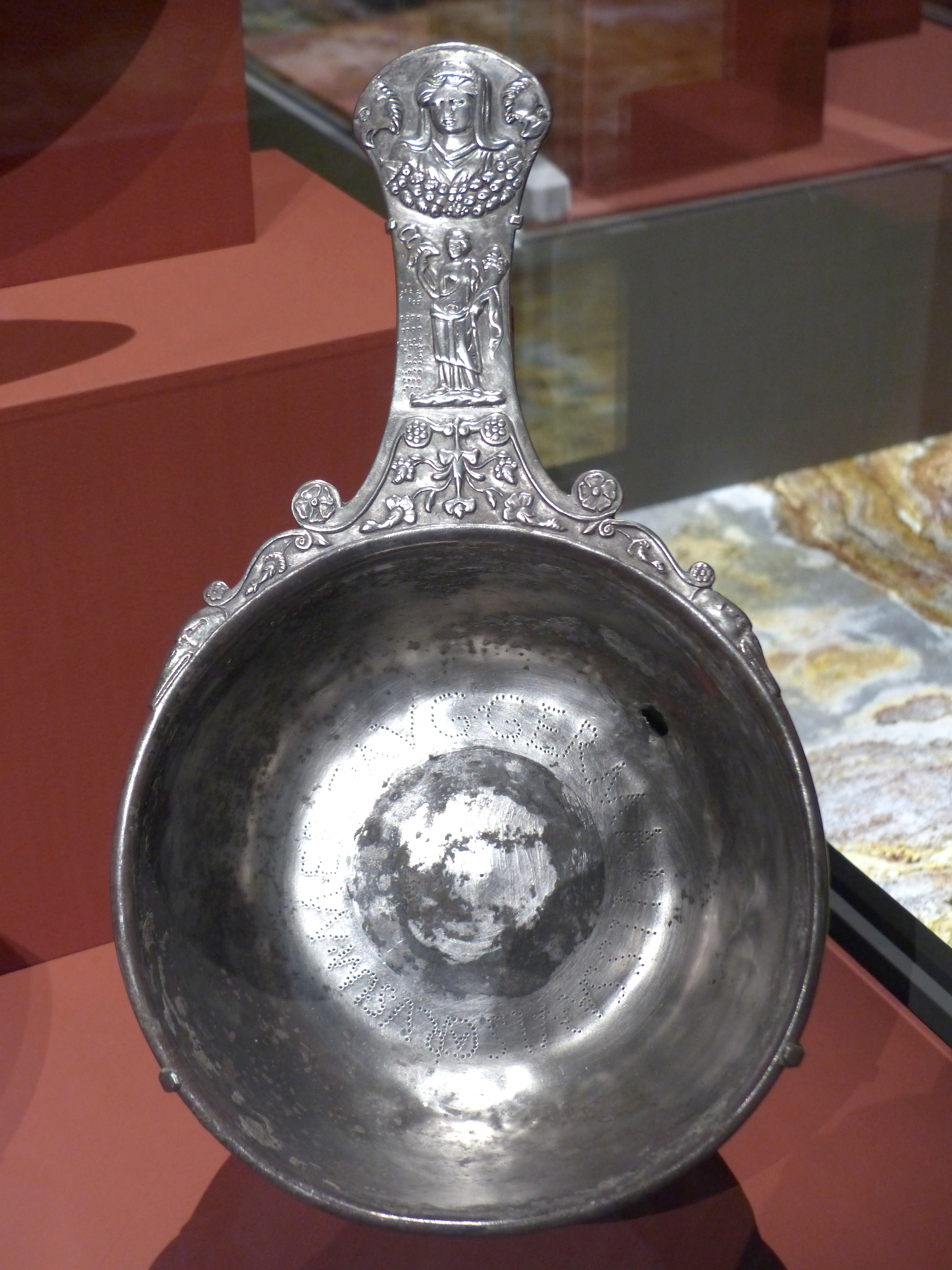
Patère en argent ornée d'une représentation de Rosmerta (Berthouville, Eure, entre Ier et début IIIe siècle)
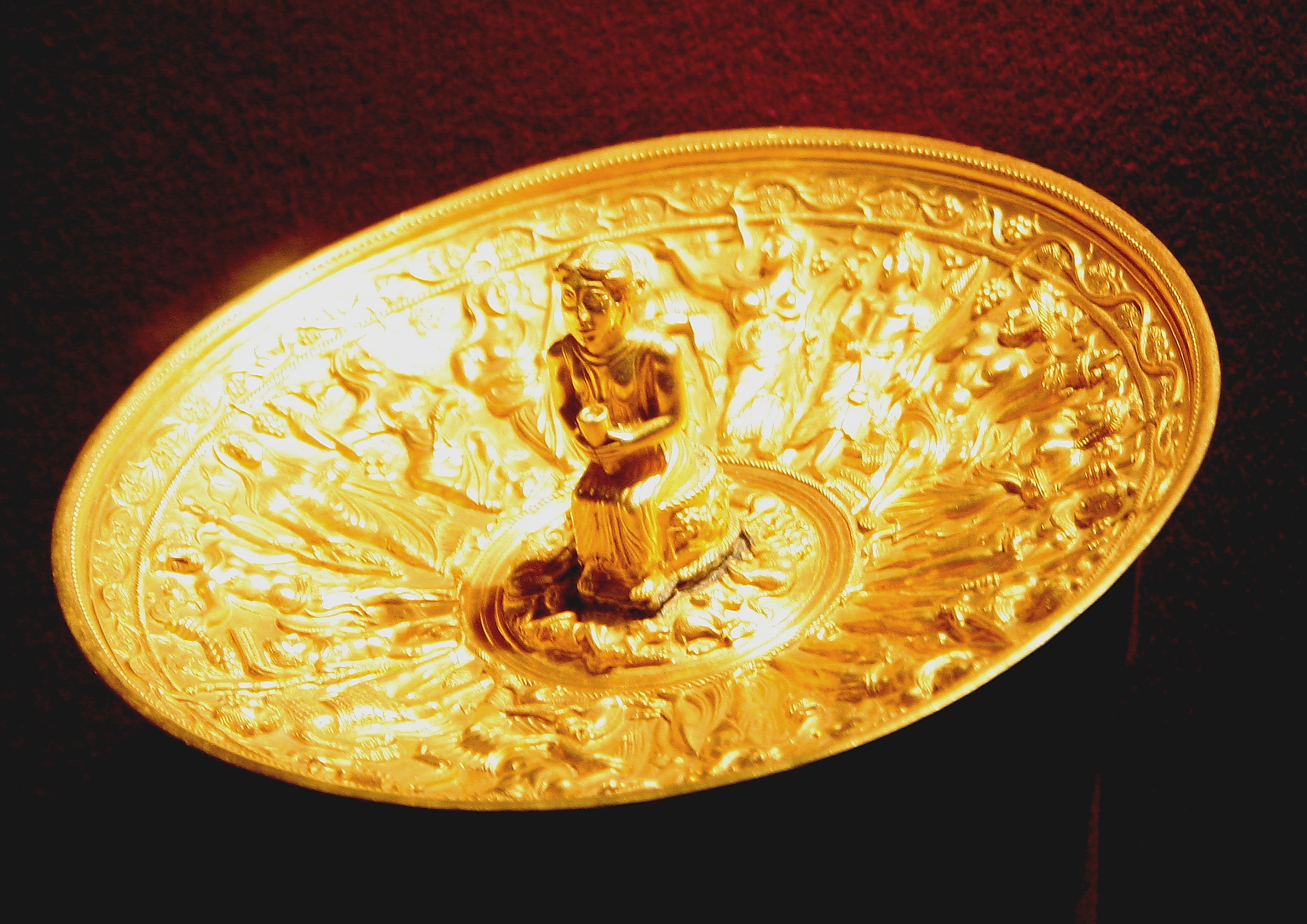
Patère gothe en or (trésor de Pietroasa, actuelle Roumanie, IVe ou Ve siècle)

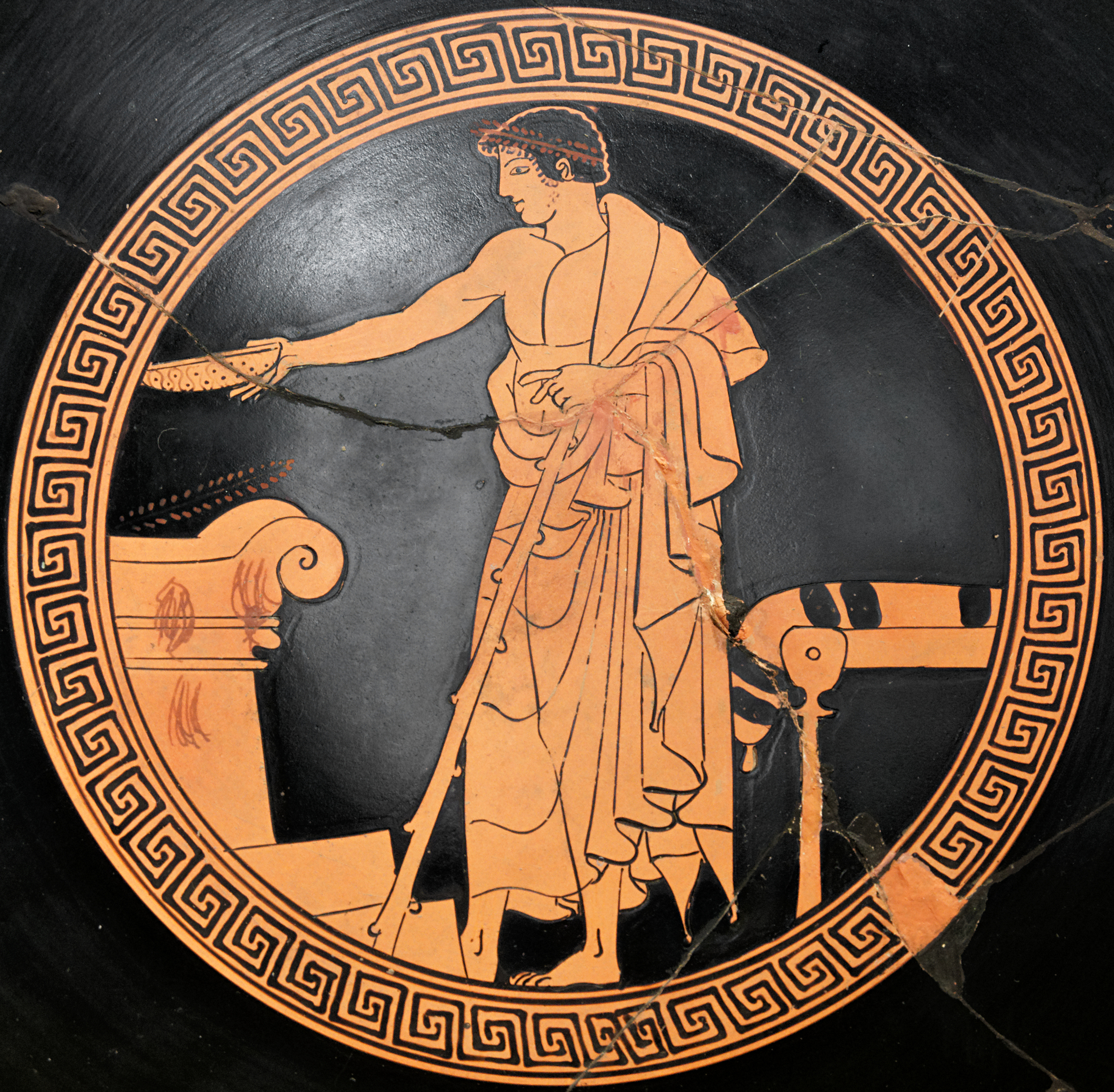
Patère attique (Vulci, cité étrusque, Italie, vers 480 av. J.-C.)
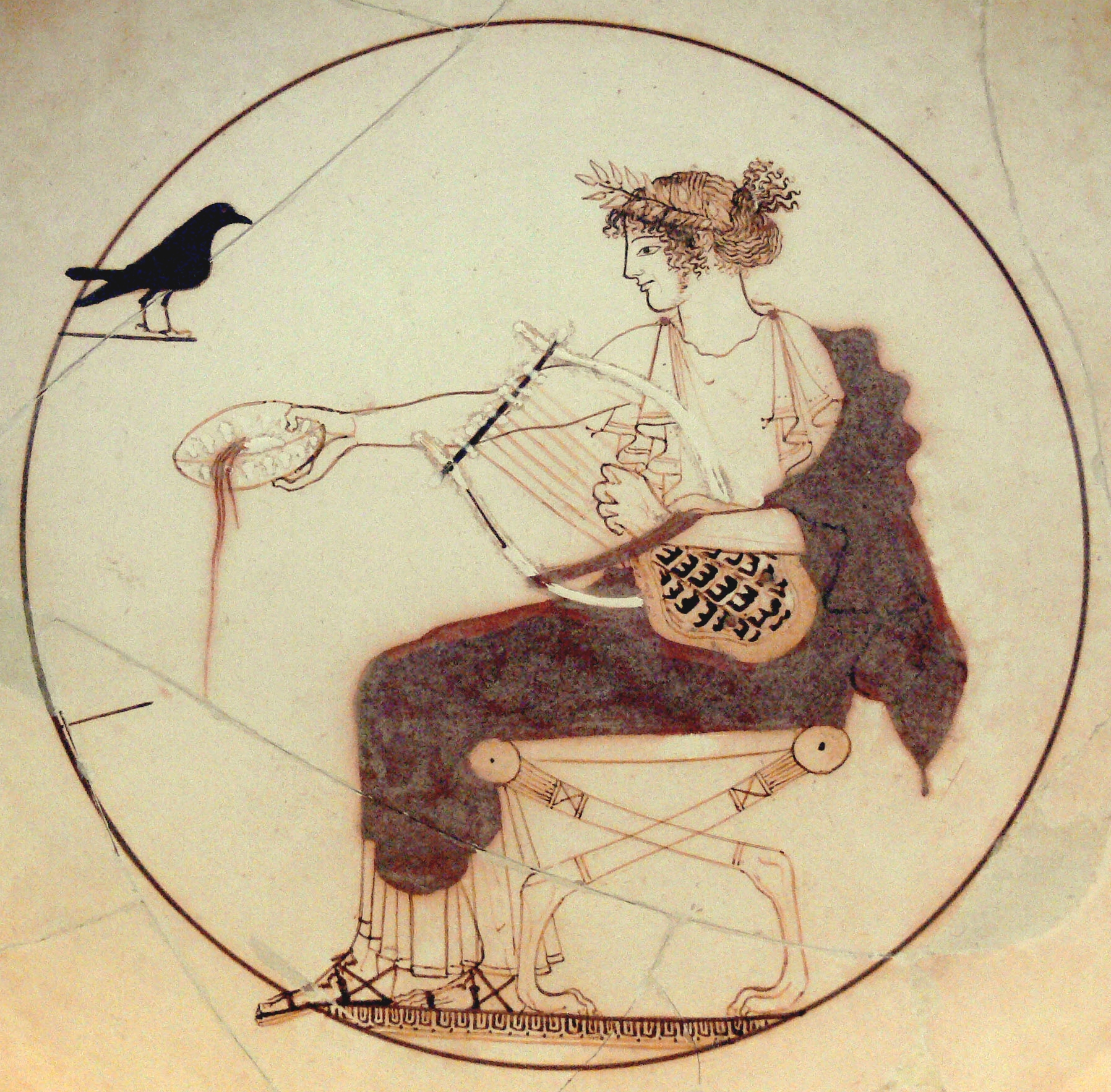
Apollon assis versant une libation. Médaillon peint sur patère (tombe de Delphes, vers 460 av. J.-C.)
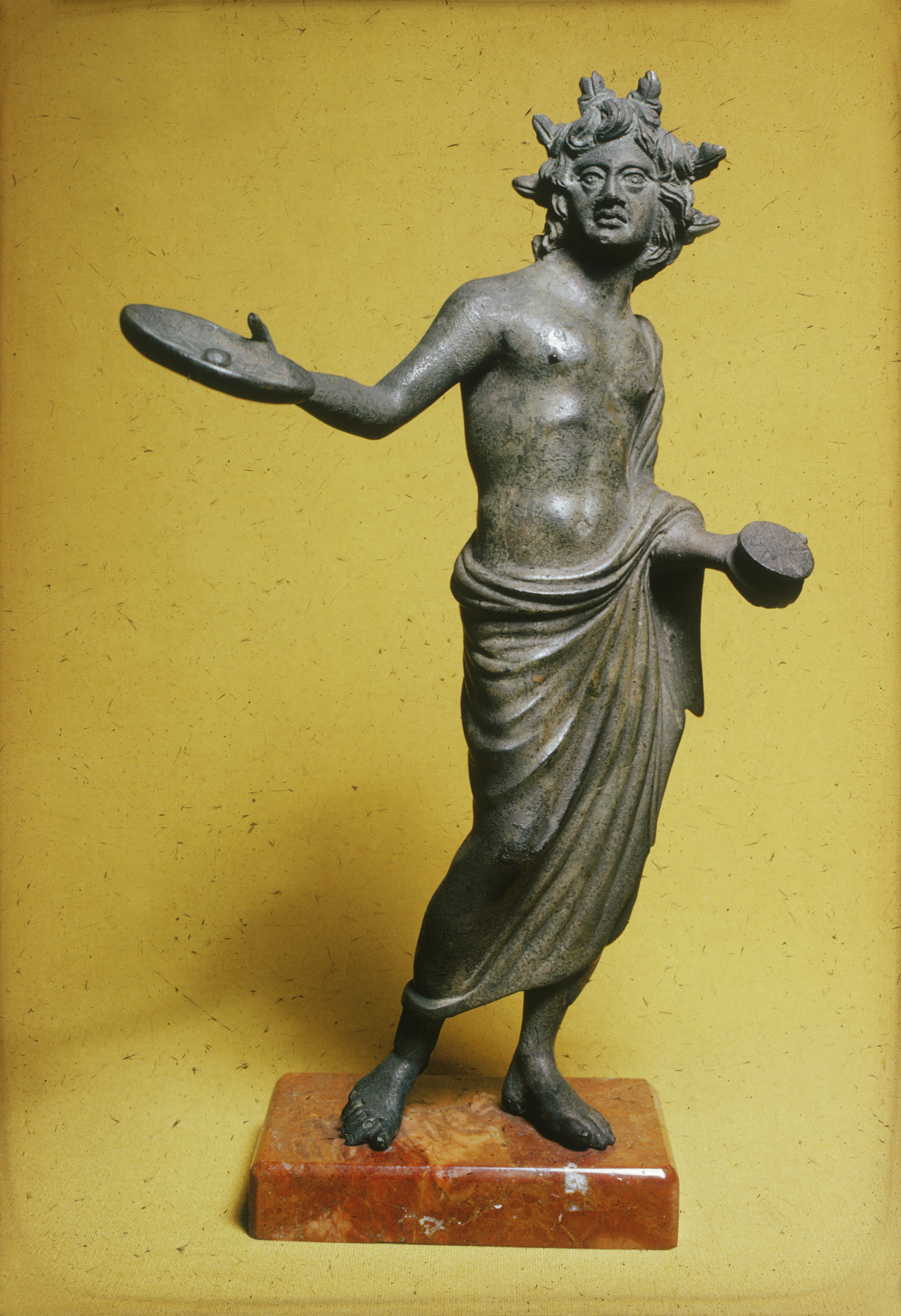
Prêtre étrusque (tête découverte) tenant une patère et une boite d'encens
(IIe siècle av. J.-C.)
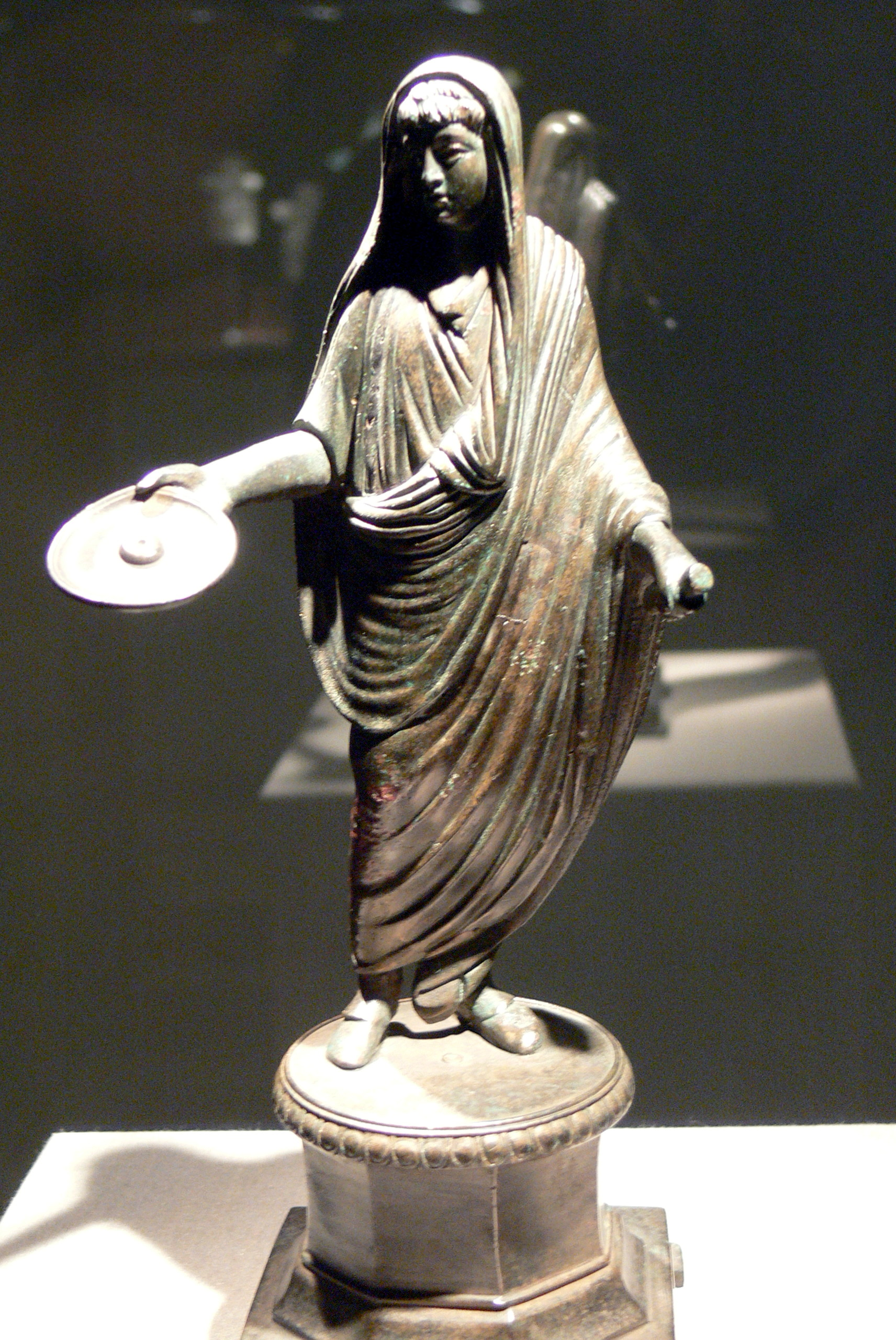
Prêtre romain capite velato[n 1] (bronze, Weißenburg (Bavière), IIe ou IIIe siècle)